# Zbór Kościoła Ewangelicznych Chrześcijan w Hrubieszowie
Zbór Kościoła Ewangelicznych Chrześcijan w Hrubieszowie – ewangeliczna wspólnota chrześcijańska, należąca do Kościoła Ewangelicznych Chrześcijan, mająca siedzibę w Hrubieszowie przy ul. Piłsudskiego 58.Zarządcą obiektu jest Wspólnota Kościoła Ewangelicznego w Hrubieszowie.Posiada on również Kawiarnie Coffe House mieszczącą się przy deptaku w Hrubieszowie.Obiekt organizuje również zajęcia z dziećmi.Jego pastorem jest Szymon Kwoka.Kościół często w różnych sezonach roku organizuje półkolonie.Na jego scenie odbywa się wiele ważnych wydarzeń.

## Charakterystyka
Zbór w Hrubieszowie jest częścią Kościoła Ewangelicznych Chrześcijan, należącego do rodziny wolnych kościołów protestanckich. 

## Działalność
Nabożeństwa odbywają się w każdą niedzielę o godzinie 11.00. Charakteryzują się one prostą formą i składają się z kazań opartych na Biblii oraz wspólnego śpiewu i modlitwy. W czasie niedzielnych nabożeństw odbywają się zajęcia Szkoły Niedzielnej dla dzieci. Zbór prowadzi również spotkania studium biblijnego oraz angażuje się w działalność społeczną. Współpracuje z innymi kościołami i organizacjami o charakterze ewangelicznym.
Pastorem Zboru jest Szymon Kwoka.